# AFC Cup 2010
Der AFC Cup 2010 war die siebte Ausgabe des von der Asian Football Confederation (AFC) ausgetragenen AFC Cups. Im Zuge einer Restrukturierung und Aufwertung der AFC Champions League nach neuen Kriterien erhielt auch der AFC Cup ab 2009 ein anderes Gesicht als in den Jahren zuvor. Das Turner fand vom 16. März bis zum 6. November 2010 statt. Die Auslosung der Gruppenphase erfolgte am 7. Dezember 2009 am Hauptsitz des asiatischen Verbandes in Kuala Lumpur.
Der syrische Vertreter Al-Ittihad gewann den AFC Cup, im Finale bezwang die Mannschaft aus Aleppo Al Qadsia Kuwait im Elfmeterschießen.

## Teilnahmeberechtigte Länder
Insgesamt nehmen 32 Mannschaften aus den angehörigen Verbänden der AFC am AFC Cup 2010 teil:
- drei Mannschaften aus: Kuwait
- je zwei Mannschaften aus: Libanon, Malaysia, Hong Kong, Irak, Jordanien, Oman, Malediven, Syrien, Vietnam, Jemen
- je eine Mannschaft aus:  Bahrain, Singapur,  Thailand, Indien

Hinzu kommen der Gewinner des Play-offs zwischen den Vertretern Katars und Usbekistans sowie die vier Verlierer aus den Play-offs der AFC Champions League 2010.

## Modus

### Gruppenphase
In der Gruppenphase spielen 32 Mannschaften in acht Gruppen mit jeweils vier Teams im Ligamodus (Hin- und Rückspiel) nach der Drei-Punkte-Regel. Dabei werden die Mannschaften nach geographischen Gesichtspunkten aufgeteilt: In den Gruppen A bis E spielen Teams aus West- und Zentralasien, in den Gruppen F bis H treten Mannschaften aus Ost- und Südostasien an. Die beiden Gruppenersten qualifizieren sich für die Finalrunde der letzten 16.

### Finalrunde
Das Achtelfinale wird ausgelost und in nur einem Spiel entschieden. Ab dem Viertelfinale wird im K.-o.-System mit Hin- und Rückspiel der Turniersieger ausgespielt, wobei die Auswärtstorregel gilt. Sollte auch im Rückspiel und/oder Endspiel nach regulärer Spielzeit und Verlängerung kein Sieger feststehen, wird der Sieger im Elfmeterschießen ermittelt.
Das Finale in nur einem Spiel ausgetragen. Austragungsort ist das Heimstadion eines der beiden Finalisten.

## Qualifizierte Mannschaften

### Qualifikationsrunde
Ursprünglich war ein Play-off zwischen die Vertretern Katars und Usbekistans geplant, da die irakischen Mannschaften allerdings von der Teilnahme ausgeschlossen wurden, zogen der al-Rayyan SC und Nasaf in die Gruppenphase ein.
| Verein        | Qualifikationsberechtigung                    |
| ------------- | --------------------------------------------- |
| al-Rayyan SC  | Qatar Stars League 2008/09 Meister : 3. Platz |
|               |                                               |
| Nasaf Karschi | Usbekische Profi-Fußballliga: 3. Platz        |

### Gruppenphase
| West – und Zentralasien | West – und Zentralasien                     |
| Verein                  | Qualifikationsberechtigung                  |
| ----------------------- | ------------------------------------------- |
| Bahrain Riffa Club      | Bahraini Premier League: Vizemeister 2009   |
| East Bengal Club        | Federation Cup: Pokalsieger                 |
| FC Arbil **             | Dawri Al-Nokhba: Meister 2009               |
| FC Nadschaf **          | Dawri Al-Nokhba: Vizemeister 2009           |
| Al-Wihdat               | Jordanische 1. Liga: Meister 2009           |
| Shabab al-Ordon         | Jordanische 1. Liga: Vizemeister 2009       |
| Al Qadsia Kuwait        | Kuwaiti Premier League: Meister 2009        |
| Al-Kuwait               | Kuwait Emir Cup: Pokalsieger 2009           |
| Al Nejmeh               | Meister Libanesische Premier League 2008/09 |
| Al Ahed                 | Pokalsieger 2009                            |
| al-Nahda                | Omani League: Meister 2009                  |
| Al-Suwaiq               | Sultan Qaboos Cup: Pokalsieger 2009         |
| Al-Ittihad              | Syrische Profiliga: Vizemeister 2008        |
| Al-Dschaisch            | Syrische Profiliga: Dritter 2008            |
| al-Hilal al-Hudaida     | Yemeni League: Meister 2009                 |
| Al-Ahli                 | Yemeni President Cup: Sieg 2009             |
| Al-Karama               | Champions League Play-off                   |
| Churchill Brothers SC   | Champions League Play-off                   |

| Ostasien           | Ostasien                                            |
| Verein             | Qualifikationsberechtigung                          |
| ------------------ | --------------------------------------------------- |
| Geylang United     | Singapur Cup: Gewinner 2009                         |
| FC Thai Port       | Thailändischer FA Cup: Gewinner 2009                |
| FC Binh Duong      | V-League 2009: Vizemeister                          |
| South China AA     | Hong Kong First Division League: Meister 2009       |
| Tai Po FC          | Hong Kong Senior Challenge Shield: Pokalsieger 2009 |
| VB Sports          | Dhivehi League: Meister 2009                        |
| Victory SC         | Maldives FA Cup: Pokalsieger 2009                   |
| Selangor FA        | Malaysia Super League: Meister 2009                 |
| Persiwa Wamena     | Indonesia Super League: Vizemeister 2009            |
| SHB Đà Nẵng        | Champions League Play-off                           |
| Sriwijaya FC       | Champions League Play-off                           |
| Muang Thong United | Champions League Play-off                           |

* Der zweite Verein aus Malaysia zog sich vor Beginn des AFC Cup vom Wettbewerb zurück. Den Platz wird Persiwa Wamena aus Indonesien einnehmen.
** Der irakische Fußballverband wurde im November 2009 von der FIFA suspendiert. Am 6. Januar 2010 wurden die Mannschaften aus dem Irak endgültig von der Teilnahme ausgeschlossen.

## Spieltage
- Playoff: 23. Januar 2010
- Gruppenspiele
  - Tag 1: 23./24. Februar 2010
  - Tag 2: 16. März 2010
  - Tag 3: 23./24. März 2010
  - Tag 4: 6./7. April 2010
  - Tag 5: 20./21. April 2010
  - Tag 6: 27./28. April 2010
- Achtelfinale: 11./12. Mai 2010
- Viertelfinale
  - Hinspiel: 14. September 2010
  - Hinspiel: 21. September 2010
- Halbfinale
  - Hinspiel: 5. Oktober 2010
  - Rückspiel: 19. Oktober 2010
- Finale: 6. November 2010

## Gruppenphase

### Gruppe A
| Pl. | Verein          | Sp. | S | U | N | Tore    | Diff. | Punkte |
| --- | --------------- | --- | - | - | - | ------- | ----- | ------ |
| 1.  | Al-Karama       | 6   | 4 | 2 | 0 | 012:400 | +8    | 14     |
| 2.  | Shabab al-Ordon | 6   | 3 | 3 | 0 | 013:500 | +8    | 12     |
| 3.  | Saham Club      | 6   | 1 | 2 | 3 | 005:110 | −6    | 05     |
| 4.  | al-Ahli         | 6   | 0 | 1 | 5 | 003:130 | −10   | 01     |

|                 | KAR | SAO | AHL | SAH |
| --------------- | --- | --- | --- | --- |
| Al-Karama       |     | 1:1 | 2:0 | 2:0 |
| Shabab al-Ordon | 2:2 |     | 6:1 | 3:1 |
| Al-Ahli         | 0:1 | 0:1 |     | 2:2 |
| Saham Club      | 1:4 | 0:0 | 1:0 |     |

### Gruppe B
| Pl. | Verein              | Sp. | S | U | N | Tore    | Diff. | Punkte |
| --- | ------------------- | --- | - | - | - | ------- | ----- | ------ |
| 1.  | Al-Kuwait Kaifan    | 4   | 2 | 2 | 0 | 013:500 | +8    | 08     |
| 2.  | Churchill Brothers  | 4   | 2 | 1 | 1 | 006:100 | −4    | 07     |
| 3.  | al-Hilal al-Hudaida | 4   | 0 | 1 | 3 | 003:700 | −4    | 01     |

|                     | KUW | HIL | CHU |
| ------------------- | --- | --- | --- |
| Al-Kuwait Kaifan    |     | 2:2 | 7:1 |
| al-Hilal al-Hudaida | 0:2 |     | 1:2 |
| Churchill Brothers  | 2:2 | 1:0 |     |

### Gruppe C
| Pl. | Verein        | Sp. | S | U | N | Tore    | Diff. | Punkte |
| --- | ------------- | --- | - | - | - | ------- | ----- | ------ |
| 1.  | Kazma SC      | 6   | 4 | 1 | 1 | 006:300 | +3    | 13     |
| 2.  | Nasaf Karschi | 6   | 3 | 2 | 1 | 012:400 | +8    | 11     |
| 3.  | Al-Dschaisch  | 6   | 2 | 2 | 2 | 010:800 | +2    | 08     |
| 4.  | Al Ahed       | 6   | 0 | 1 | 5 | 005:180 | −13   | 01     |

|               | AHD | KAZ | DSC | NAS |
| ------------- | --- | --- | --- | --- |
| Al Ahed       |     | 1:2 | 1:1 | 0:4 |
| Kazma SC      | 1:0 |     | 0:1 | 0:0 |
| Al-Dschaisch  | 6:3 | 0:1 |     | 1:1 |
| Nasaf Karschi | 4:0 | 1:2 | 2:1 |     |

### Gruppe D
| Pl. | Verein           | Sp. | S | U | N | Tore    | Diff. | Punkte |
| --- | ---------------- | --- | - | - | - | ------- | ----- | ------ |
| 1.  | Al Qadsia Kuwait | 6   | 4 | 2 | 0 | 014:500 | +9    | 14     |
| 2.  | Al-Ittihad       | 6   | 3 | 1 | 2 | 010:800 | +2    | 10     |
| 3.  | Al Nejmeh        | 6   | 3 | 1 | 2 | 012:800 | +4    | 10     |
| 4.  | East Bengal Club | 6   | 0 | 0 | 6 | 005:200 | −15   | 0      |

|                  | EBC | NEJ | QAD | ITT |
| ---------------- | --- | --- | --- | --- |
| East Bengal Club |     | 0:4 | 2:3 | 1:4 |
| Al Nejmeh        | 3:0 |     | 1:3 | 1:0 |
| Al Qadsia Kuwait | 4:1 | 1:1 |     | 3:0 |
| Al-Ittihad       | 2:1 | 4:2 | 0:0 |     |

### Gruppe E
| Pl. | Verein             | Sp. | S | U | N | Tore    | Diff. | Punkte |
| --- | ------------------ | --- | - | - | - | ------- | ----- | ------ |
| 1.  | al-Rayyan SC       | 6   | 5 | 0 | 1 | 016:700 | +9    | 15     |
| 2.  | Bahrain Riffa Club | 6   | 4 | 1 | 1 | 007:500 | +2    | 13     |
| 3.  | Al-Wihdat          | 6   | 2 | 1 | 3 | 008:100 | −2    | 07     |
| 4.  | al-Nahda           | 6   | 0 | 0 | 6 | 003:120 | −9    | 0      |

|                    | WIH | BHR | NAH | RAY |
| ------------------ | --- | --- | --- | --- |
| Al-Wihdat          |     | 0:0 | 2:0 | 2:4 |
| Bahrain Riffa Club | 2:1 |     | 1:0 | 1:4 |
| al-Nahda           | 1:3 | 0:1 |     | 0:2 |
| al-Rayyan          | 3:0 | 0:2 | 3:2 |     |

### Gruppe F
| Pl. | Verein        | Sp. | S | U | N | Tore    | Diff. | Punkte |
| --- | ------------- | --- | - | - | - | ------- | ----- | ------ |
| 1.  | Sriwijaya FC  | 6   | 4 | 1 | 1 | 017:300 | +14   | 13     |
| 2.  | FC Binh Duong | 6   | 4 | 1 | 1 | 014:200 | +12   | 13     |
| 3.  | Selangor FA   | 6   | 1 | 1 | 4 | 007:160 | −9    | 04     |
| 4.  | Victory SC    | 6   | 1 | 1 | 4 | 002:190 | −17   | 04     |

|               | VIC | BID | SEL | SRI |
| ------------- | --- | --- | --- | --- |
| Victory SC    |     | 0:5 | 2:1 | 0:0 |
| FC Binh Duong | 3:0 |     | 4:0 | 2:1 |
| Selangor FA   | 5:0 | 0:0 |     | 0:4 |
| Sriwijaya FC  | 5:0 | 1:0 | 6:1 |     |

### Gruppe G
| Pl. | Verein            | Sp. | S | U | N | Tore    | Diff. | Punkte |
| --- | ----------------- | --- | - | - | - | ------- | ----- | ------ |
| 1.  | South China AA    | 6   | 4 | 1 | 1 | 012:500 | +7    | 13     |
| 2.  | Muangthong United | 6   | 3 | 2 | 1 | 012:700 | +5    | 11     |
| 3.  | VB Sports         | 6   | 3 | 0 | 3 | 012:110 | +1    | 09     |
| 4.  | Persiwa Wamena    | 6   | 0 | 1 | 5 | 008:210 | −13   | 01     |

|                   | SCA | VBS | PER | MUA |
| ----------------- | --- | --- | --- | --- |
| South China AA    |     | 3:1 | 6:3 | 0:0 |
| VB Sports         | 1:0 |     | 4:0 | 2:3 |
| Persiwa Wamena    | 0:2 | 2:3 |     | 2:2 |
| Muangthong United | 0:1 | 3:1 | 4:1 |     |

### Gruppe H
| Pl. | Verein         | Sp. | S | U | N | Tore    | Diff. | Punkte |
| --- | -------------- | --- | - | - | - | ------- | ----- | ------ |
| 1.  | SHB Đà Nẵng    | 6   | 4 | 2 | 0 | 012:600 | +6    | 14     |
| 2.  | FC Thai Port   | 5   | 3 | 2 | 0 | 008:500 | +3    | 11     |
| 3.  | Geylang United | 4   | 0 | 4 | 0 | 007:900 | −2    | 04     |
| 4.  | Tai Po FC      | 2   | 0 | 2 | 0 | 003:100 | −7    | 02     |

|                | THA | TAI | GEY | SHB |
| -------------- | --- | --- | --- | --- |
| FC Thai Port   |     | 2:0 | 2:2 | 2:3 |
| Tai Po FC      | 0:1 |     | 1:1 | 1:2 |
| Geylang United | 0:1 | 1:1 |     | 1:1 |
| SHB Đà Nẵng    | 0:0 | 3:0 | 3:2 |     |

## Finalrunde

### Achtelfinale
Die Begegnungen finden am 11. und 12. Mai 2010 statt, Rückspiele gibt es im Achtelfinale nicht.
|                  | Ergebnis              |                    |
| ---------------- | --------------------- | ------------------ |
| Al-Karama        | 1:0                   | Nasaf Karschi      |
| Kazma SC         | 1:1 n. V. (6:5 i. E.) | Shabab al-Ordon    |
| Al-Kuwait Kaifan | 1:1 n. V. (4:5 i. E.) | Al-Ittihad         |
| Al Qadsia Kuwait | 2:1                   | Churchill Brothers |
| al-Rayyan        | 1:1 n. V. (2:4 i. E.) | Muangthong United  |
| South China AA   | 1:3                   | Bahrain Riffa Club |
| Sriwijaya FC     | 1:4                   | FC Thai Port       |
| SHB Đà Nẵng      | 4:3 n. V.             | FC Binh Duong      |

### Viertelfinale
Die Hinspiele fanden am 14. September, die Rückspiele am 21. September 2010 statt.
|                    | Gesamt |                   | Hinspiel | Rückspiel |
| ------------------ | ------ | ----------------- | -------- | --------- |
| Bahrain Riffa Club | 8:3    | SHB Đà Nẵng       | 3:0      | 5:3       |
| Al-Karama          | 1:2    | Muangthong United | 1:0      | 0:2       |
| FC Thai Port       | 0:3    | Al Qadsia Kuwait  | 0:0      | 0:3       |
| Al-Ittihad         | 4:2    | Kazma SC          | 3:2      | 1:0       |

### Halbfinale
Die Hinspiele fanden am 5. Oktober, die Rückspiele am 19. Oktober 2010 statt.
|                    | Gesamt |                  | Hinspiel | Rückspiel |
| ------------------ | ------ | ---------------- | -------- | --------- |
| Muangthong United  | 1:2    | Al-Ittihad       | 1:0      | 0:2       |
| Bahrain Riffa Club | 3:4    | Al Qadsia Kuwait | 2:0      | 1:4       |

### Finale
| Al Qadsia Kuwait                                                  | Al Qadsia Kuwait | Al-Ittihad | Al-Ittihad |
| ----------------------------------------------------------------- | --- | --- | ---------- |
| Al Qadsia Kuwait                                                  | \| 6. November 2010 in Kuwait (Jaber al-Ahmad International Stadium) \| \| Ergebnis: 1:1 n. V. (1:1, 1:0), 2:4 i. E. \| | \| 6. November 2010 in Kuwait (Jaber al-Ahmad International Stadium) \| \| Ergebnis: 1:1 n. V. (1:1, 1:0), 2:4 i. E. \| | Al-Ittihad |
| Al Qadsia Kuwait                                                  | Nawaf Al Khaldi – Hussain Fadel, Musaed Neda, Aamer Al Fadhel, Mohammed Rashid (111. Ali Al Nemsh) – Talal Al Amer, Fahed Al Ansari, Jehad Al Hussain (120. Soud Al Mejmed), Abdulaziz Al Mashaan – Ahmed Al Bloushi, Hamad Al Enezi (78. Firas Al Khatib) Cheftrainer: Mohammed Ibrahem | Khaled Haj Othman – Ahmad Kalasi (84. Radwan Kalaji), Omar Hemidi, Majed Homsi, Abdulkader Dakka – Mohamad Fares (91. Salah Shahrour), Taha Dyab, Mohamad Al Hasan, Jude Kongnyuy, Ahmad Haj Mohamad – Tamer Rashid (72. Ayman Salal) Cheftrainer: Valeriu Tiţa | Al-Ittihad |
| Al Qadsia Kuwait                                                  | 1:0 Hamad Al Enezi (29.) | 1:1 Taha Dyab (53.) | Al-Ittihad |
| Al Qadsia Kuwait                                                  | Elfmeterschießen | | Al-Ittihad |
| Al Qadsia Kuwait                                                  | Fahed Al Ansari 1:1 Ahmed Al Bloushi Firas Al Khatib 2:3 Soud Al Mejmed | 0:1 Omar Hemidi 1:2 Taha Dyab 1:3 Abdulkader Dakka 2:4 Radwan Kalaji | Al-Ittihad |
| Al Qadsia Kuwait                                                  | Talal Al Amer (51.), Hussain Fadel (90.), Abdulaziz Al Mashaan (117.) | Ahmad Haj Mohamad (58.), Abdulkader Dakka (90.), Salah Shahrour (91.) | Al-Ittihad |
| Al Qadsia Kuwait                                                  | Talal Al Amer (75.) | | Al-Ittihad |
| Al Qadsia Kuwait                                                  | Mohamad Al Hasan (92.) | | Al-Ittihad |
| 6. November 2010 in Kuwait (Jaber al-Ahmad International Stadium) | | |            |
| Ergebnis: 1:1 n. V. (1:1, 1:0), 2:4 i. E.                         | | |            |